# 2010年バンクーバーオリンピックのスロベニア選手団
2010年バンクーバーオリンピックのスロベニア選手団（2010ねんバンクーバーオリンピックのスロベニアせんしゅだん）は、2010年2月12日から2月28日までカナダのブリティッシュコロンビア州バンクーバー市で開催された2010年バンクーバーオリンピックのスロベニア選手団、およびその競技結果。

## 概要
今大会は銀メダル2個、銅メダル1個、計3個のメダルを獲得した。

## メダル
| メダル | 選手名           | 競技                   | 種目               |
| ------ | ---------------- | ---------------------- | ------------------ |
| 銀     | ティナ・マゼ     | アルペンスキー         | 女子スーパー大回転 |
| 銀     | ティナ・マゼ     | アルペンスキー         | 女子大回転         |
| 銅     | ペトラ・マジッチ | クロスカントリースキー | 女子スプリント     |